# 紫石乡
紫石乡，是中华人民共和国四川省雅安市天全县曾经下辖的一个乡。2019年12月，撤销紫石乡，以原紫石乡紫石关村1至6组，新地头村、小仁烟村、大仁烟村所属行政区域为喇叭河镇的行政区域，原紫石乡紫石关村7组（脚基坪）所属行政区域为小河镇的行政区域。

## 行政区划
紫石乡撤銷前下辖以下地区：
紫石关村、新地头村、小仁烟村和大仁烟村。